# Fontaine Stravinski
La fontaine Stravinsky, o fontaine des Automates, obra de 1983 és fruit d'una col·laboració entre Jean Tinguely i Niki de Saint Phalle. Va ser realitzada en el marc del percentatge del pressupost de la construcció del Centre Georges Pompidou. És un encàrrec públic entre la ciutat de París, el ministeri de la cultura i el Centre Pompidou. L'obra és propietat de la ciutat de París que s'encarrega del seu manteniment.
Aquest monument evoca l'obra musical del compositor rus del segle XX Stravinski símbol de l'eclecticisme i de l'internacionalisme artístic.
La fontaine Stravinsky està construïda sobre la plaça Stravinski prop de l'IRCAM (el centre d'investigació en música contemporània). Està composta de 16 escultures que fan directament referència a les composicions del músic. Set són de Jean Tinguely, sis de Niki de Sant Phalle i tres dels dos artistes. És una obra en moviment. Les escultures dels dos autors, totes mecàniques, negres o virolades són animades per la força de l'aigua.
La font en general és (o era) un lloc de descans i de trobada a la ciutat. La fontaine Stravinski ho recrea. Els sons que produeix la font evoquen la música. I l'obra pel seu emplaçament i per la seva naturalesa ofereix una multiplicitat des de diferents punts de vista. La mobilitat de les escultures acoblades a la riquesa del medi ambient ofereix a l'espectador una obra en perpètua esfera d'influència i ens interroga sobre la perennitat de l'obra d'art.
Es pensa sobretot amb aquesta fontaine Stravinsky en la font Château-Chinon que els dos artistes havien realitzat per a François Mitterrand abans de la font Stravinsky.